# Brigada Central
Brigada Central és una sèrie de televisió de 26 episodis, dirigida per Pedro Masó i escrita pel conegut escriptor de novel·les negres, Juan Madrid. Va tenir dues temporades: la primera, de 14 episodis, es va emetre entre el 2 de novembre de 1989 i el 2 de febrer de 1990. La segona, titulada Brigada central 2: La guerra blanca, amb dotze episodis, va estar en antena entre el 4 d'octubre i el 7 de desembre de 1992.

## Argument
Sèrie dedicada als policies d'elit que són seleccionats per a integrar el grup especial de la Brigada Central, adscrita a la Direcció General de Seguretat de l'Estat, per a recerques d'alt nivell, com el crim organitzat, delinqüència internacional, narcotràfic o assassinats en massa.
Al costat de la labor professional dels seus components, s'acompanya un aspecte psicològic i personal d'aquests, especialment del cap del grup, un comissari d'ètnia gitana, cognomenat Manuel Flores i interpretat per Imanol Arias, veritable protagonista individual de la sèrie. Al costat d'ell treballen l'honest i sobri Comissari Poveda, el violent agent Marchena, el sofisticat Lucas i l'alcohòlic Pacheco. Alguns fets narrats són reals.
En la segona temporada Flores treballa com a representant de la policia espanyola en l'anomenat grup CETIS, un grup creat en l'àmbit europeu per a la lluita contra el narcotràfic. En la seva tasques està assistit pel policia francès Stan Krazwinovicz.

## Repartiment

### Primera temporada
- Imanol Arias (Inspector Jefe Manuel Flores).
- José Manuel Cervino (Comissari Poveda).
- Patxi Andion (Marchena)
- José Coronado (Lucas).
- Isabel Serrano (Carmela).
- Assumpta Serna (Julia).
- Ana Duato (Virginia).
- Arturo Querejeta (Pacheco)
- Pedro Civera (Ventura)
- Enrique Simón (Loren)
- Féodor Atkine (Sousa)
- Fernando Guillén (Garrigues)
- Fernando Hilbeck (Prada)
- Juan Calot (Muriel)
- Pedro Díez del Corral (Solana)
- Rafael Álvarez "El Brujo" (Zacarías Jorowisch)
- Eusebio Lázaro (Joaquín)
- Fernando Delgado
- José María Rodero (Rogelio Flores)
- José Vivó
- Nancho Novo
- Rosario Flores (Irene)
- María Luisa Ponte
- María José Goyanes
- Silvia Clares Valiente filla de Manuel Flores.

### Segona temporada
- Margarita Rosa de Francisco (Marina Valdés)
- Imanol Arias (Comissari Manuel Flores)
- José Manuel Cervino (Comissari Poveda)
- Ruddy Rodríguez (Claudia)
- Roland Giraud (Stan)
- Gustavo Angarita (Hipólito Valdés)
- Sophie Carle (Marina)
- Paul Guers (Schneider)
- Féodor Atkine (Souza)
- Zakariya Gouram (Laurence)
- Olivier Marchal (Bebert)
- Serge Ubrette (Martial)

## Fitxa tècnica
- Direcció, guió i producció: Pedro Masó.
- Guió: Juan Madrid
- Producció: Isidro Requena
- Fotografia: Alejandro Ulloa
- Música: Antón García Abril.

## Llista d'episodis

### Primera Temporada (1989-1990)
- Capítol 1: "Flores El Gitano"
- Capítol 2: "Sólo para los amigos"
- Capítol 3: "Vistas al mar"
- Capítol 4: "Último modelo"
- Capítol 5: "Pies de plomo"
- Capítol 6: "Asuntos de rutina"
- Capítol 7: "Noche sin fín"
- Capítol 8: "El ángel de la muerte"
- Capítol 9: "El cebo"
- Capítol 10: "Antigüedades"
- Capítol 11: "Desde el pasado"
- Capítol 12: "La dama de las camelias"
- Capítol 13: "El hombre del reloj"
- Capítol 14: "Turno de noche"

### Segona Temporada (1992)
- Capítol 1: "Érase una vez dos polis"
- Capítol 2: "La sospecha"
- Capítol 3: "La trampa"
- Capítol 4: "El encuentro"
- Capítol 5: "Cita en Medellín"
- Capítol 6: "La fiesta"
- Capítol 7: "La caza del hombre"
- Capítol 8: "La huida"
- Capítol 9: "Bingo"
- Capítol 10: "El banquero"
- Capítol 11: "Los capos no mueren"
- Capítol 12: "Los herederos"

## Premis
- TP d'Or 1989: Imanol Arias (Millor Actor) i Millor Sèrie Nacional.
- TP d'Or 1990: Imanol Arias (Millor Actor) i Millor Sèrie Nacional. Nominacions a José Coronado com a Millor Actor i Assumpta Serna com a Millor Actriu.
- Fotogramas de Plata 1989: Imanol Arias nominat com a Millor intèrpret de televisió.
- Fotogramas de Plata 1992: Imanol Arias nominat com a Millor intèrpret de televisió.
- Premis de la Unión de Actores (1992): Imanol Arias nominat com a Millor actor protagonista (TV)

## Curiositats
- Imanol Arias va rebutjar en un primer moment protagonitzar la sèrie malgrat augurar-li un gran èxit, afirmant que preferia fer teatre a l'Argentina.[3]
- La segona temporada es va filmar en més de dotze països diferents, entre els quals figuren França (París), Bèlgica (Brussel·les i Anvers), Alemanya (Stuttgart, Baden-Baden i Francfort), Colòmbia (Bogotà i Medellín), Veneçuela (Caracas) i l'illa de Martinica i va costar el doble que la primera temporada (1.500 milions de pessetes enfront dels 756 milions).
- La sèrie va haver de fer front a grans dosis de censura, ja que fins i tot es va arribar a instaurar la presència d'un inspector de policia en el plató amb dret a vetar el que considerés oportú.[4]